# Sant Martí de Riucorb
Sant Martí de Riucorb, antigament Sant Martí de Maldà, és un municipi de la comarca de l'Urgell, situat a la dreta del riu Corb. El municipi es va constituir en 1972 al fusionar-se els antics pobles de Sant Martí de Maldà i Rocafort de Vallbona, amb els seus agregats del Vilet i Llorenç de Rocafort.
L'economia hi rau sobretot en l'agricultura amb el cultiu de cereals, vinya i oliveres, hi ha també un petita indústria de paper i materials de construcció.
La població va formar part de la baronia d'Anglesola i després de la de Bellpuig, que pertanyia als ducs de Sessa i Baona. Hi ha vestigis de l'edat mitjana en la necròpolis de Fogonussa en l'actualitat mig derruïda.

## Administració
| Període     | Alcalde o alcaldessa     | Partit polític  | Data de possessió | Observacions |
| ----------- | ------------------------ | --------------- | ----------------- | ------------ |
| 1979–1983   | Pere Sanfeliu Benet      | CC-UCD          | 19/04/1979        | --           |
| 1983–1987   | Pere Sanfeliu Benet      | AP              | 28/05/1983        | --           |
| 1987–1991   | Jordi Arrufat Reñé       | CIU             | 30/06/1987        | --           |
| 1991–1995   | Jordi Arrufat Reñé       | CIU             | 15/06/1991        | --           |
| 1995–1999   | Jaume Pallàs Carbonell   | PP              | 17/06/1995        | --           |
| 1999–2003   | Jaume Pallàs Carbonell   | PP              | 03/07/1999        | --           |
| 2003–2007   | Jaume Pallàs Carbonell   | PP              | 14/06/2003        | --           |
| 2007–2011   | Antoni Borràs Bes        | CIU             | 16/06/2007        | --           |
| 2011–2015   | Jaume Pallàs Carbonell   | PP              | 11/06/2011        | --           |
| 2015–2019   | Jaume Pallàs Carbonell   | CIU             | 13/06/2015        | --           |
| 2019-2023   | Gerard Balcells i Huguet | MIR-AM (ERC-AM) | 15/06/2019        | --           |
| Des de 2023 | Gerard Balcells i Huguet | MIR-AM (ERC-AM) | 17/06/2023        | --           |

## Geografia
- Llista de topònims de Sant Martí de Riucorb (Orografia: muntanyes, serres, collades, indrets..; hidrografia: rius, fonts...; edificis: cases, masies, esglésies, etc).

## Entitats de població
| Entitat de població  | Habitants (2023) |
| Sant Martí de Maldà  | 459              |
| Rocafort de Vallbona | 117              |
| Llorenç de Rocafort  | 45               |
| el Vilet             | 27               |
| Font: Idescat        |                  |

## Llocs d'interès
- Església parroquial de Sant Martí de Maldà. Es va construir del 1602 al 1668, sobre una anterior documentada del 1313. La porta d'entrada d'estil barroc salomònic és de l'escultor Pau Viala (1694). El campanar data de 1774 de l'arquitecte Josep Prat.
- Capella de Sant Roc de Sant Martí de Maldà. Segle XVIII.
- Castell de Sant Martí de Maldà. Any 1212.
- Església de Santa Maria del Vilet. Segle XIII.
- Església de Rocafort de Vallbona. Neoclàssica de la fi del segle xviii.
- Castell de Rocafort de Vallbona. Segle XIII.
- Església de Llorenç de Rocafort. Segle XVII.
- Museu d'eines del camp i de la construcció Josep Farreras Orrit

## Demografia
| 1497 f | 1515 f | 1553 f | 1717 | 1787  | 1857  | 1877  | 1887  | 1900  | 1910  |
| ------ | ------ | ------ | ---- | ----- | ----- | ----- | ----- | ----- | ----- |
| 81     | 97     | 105    | 380  | 1.330 | 2.238 | 1.993 | 1.992 | 1.860 | 1.935 |

| 1920  | 1930  | 1940  | 1950  | 1960  | 1970  | 1981 | 1990 | 1992 | 1994 |
| ----- | ----- | ----- | ----- | ----- | ----- | ---- | ---- | ---- | ---- |
| 2.049 | 1.885 | 1.631 | 1.605 | 1.352 | 1.053 | 854  | 802  | 781  | 781  |

| 1996 | 1998 | 2000 | 2002 | 2004 | 2006 | 2008 | 2010 | 2012 | 2014 |
| ---- | ---- | ---- | ---- | ---- | ---- | ---- | ---- | ---- | ---- |
| 736  | 718  | 696  | 698  | 697  | 709  | 697  | 685  | 695  | 685  |

| 2016 | 2018 | 2020 | 2022 | 2024 | 2026 | 2028 | 2030 | 2032 | 2034 |
| ---- | ---- | ---- | ---- | ---- | ---- | ---- | ---- | ---- | ---- |
| 674  | 648  | 639  | 646  | 673  | -    | -    | -    | -    | -    |

Les dades anteriors al 1972 són la suma dels antics municipis.